# Sentry (Kree)
Sentry (en español: Centinela) es un personaje ficticio que aparece en los cómics estadounidenses publicados por Marvel Comics. El personaje fue creado por Stan Lee y Jack Kirby en julio de 1967. Es uno de una serie de robots humanoides gigantes llamados Kree Sentries construidos por Kree. Sentry también ha aparecido en adaptaciones animadas.

## Historia del publicación
Los Kree Sentries aparecieron por primera vez en Fantastic Four vol. 1, # 64 (julio de 1967) y fue creado por Stan Lee y Jack Kirby.

## Biografía

### Sentry-459
El principal objetivo de los Centinelas es hacer guardia sobre los puestos militares y depósitos en todo el Imperio Kree. Sentry-459 acompañó a una fiesta científica Kree que viajó a la Tierra para experimentar con subhumanos (lo que a su vez creó la raza de los Inhumanos). Cuando los Kree abandonaron la Tierra, Sentry 459 se quedó para monitorear el progreso inhumano, de modo que los Kree pudieran usarlos más tarde como una fuerza de la milicia. Sentry-459 permaneció inerte pero observando hasta que fue activado por los superhéroes, los Cuatro Fantásticos, que lucharon hasta que se detuvieron. Considerándose derrotado cuando los Cuatro Fantásticos escaparon, Sentry envió una señal al Kree alertándolos de la presencia de meta-humanos en la Tierra y luego se desactivó (el Kree, Ronan el Acusador) investiga la señal y lucha contra los Cuatro Fantásticos poco después).
Luego, el Ejército de los Estados Unidos transporta al Sentry a Cabo Cañaveral, donde es reactivado por el Coronel Kree, Yon-Rogg, el líder de la expedición de Kree que ahora investiga la Tierra. Yon-Rogg espera que Sentry mate al héroe Capitán Marvel, otro miembro de la expedición. Mar-Vell, sin embargo, logra derrotarlo.
Más tarde, Ronan el Acusador reactiva el Sentry y lo usa para intentar revertir el curso de la evolución en la Tierra, pero Mar-Vell lo derrota una vez más. Los agentes Kree intentan recuperar el Sentry pero son rechazados por la agencia de espionaje S.H.I.E.L.D. El Sentry se ve de nuevo cuando es activado por el Super-Adaptoide, que usa el robot como parte de su equipo de Heavy Metal en un intento por destruir al equipo de superhéroes, los Vengadores. Regresó en la serie Blackwulf, encontrada por Ultron, y se une a la Legión Subterránea pero finalmente se destruye en el final de la serie.

### Otros Kree Sentries
Sentry-459 no es el único Kree Sentry del Imperio Kree. Los siguientes son también Kree Sentries:

#### Sentry-9168
Otro Sentry, designado como 9168, fue encontrado por los Cuatro Fantásticos en la Luna. Con solo seis pies de altura, este Centinela estaba programado para evitar que los viajeros espaciales de la Tierra encontraran los restos de una ciudad oculta de Kree en el Área Azul de la Luna. Los Cuatro Fantásticos luchan y destruyen al Sentry a través de un mecanismo de destrucción remota.

#### Sentry-213
Este Sentry de 30 pies (9.1 m) de altura estaba estacionado en un depósito de suministros / vigilancia no tripulados en el planeta Urano. Fue destruido por un grupo de Eternos liderados por Urano, lo que desató una guerra con los Kree.

#### Sentry-372
Este Sentry solo aparece una vez, y lucha contra varios miembros de la Guardia Imperial Shi'ar antes de ser dañado por los Vengadores de la Costa Oeste. Sentry se autodestruye y destruye el puesto de avanzada que estaba protegiendo.

#### Sentry-571
Esta versión ayudó a los Kree cuando su "Legión Lunática" atacó la Tierra. Fue derrotado por Iron Man.

## Poderes y habilidades
Siendo un robot creado por el Kree, el Sentry tiene una súper Fuerza y durabilidad, magnetismo y proyección de energía.

## En otros medios

### Televisión
- Sentry-459 aparece en el episodio de Fantastic Four "The Sentry Sinister", con la voz de Mark Hamill.[13]Se dijo que estaba estacionada en un puerto espacial Kree abandonado en la isla Teevo ubicada en el Pacífico Sur, donde la máquina permaneció inactiva durante muchos años. Las antiguas tablillas incas hablaban de la civilización alienígena que habitaba la isla y tenía una mano de piedra que tenía la capacidad de despertar la aguja que daba entrada a la base. Estos fueron recuperados en los tiempos modernos por un par de exploradores humanos donde su expedición de descubrimiento los llevó a ser capturados por la máquina despierta. Más tarde atacó a los Cuatro Fantásticos que habían llegado a la isla de vacaciones, donde fueron asistidos por la Inhumana Crystal que accidentalmente creó una explosión volcánica en la isla. El Sentry dañado permaneció en su puesto mientras la isla se hundía, donde hizo su informe final de que ninguno de su tipo había sido destruido, por lo que fue destruido.
- Los Sentries aparecieron en el episodio "Trial by Fire" de Fantastic Four: World's Greatest Heroes. Su apariencia en esta continuidad era diferente de la forma típica, ya que se demostraba que eran máquinas esferoides flotantes. Varios estuvieron presentes en la Tierra donde se acercaron a la Antorcha Humana, quien destruyó a cada uno porque los confundió con ataques. Fue este acto lo que llevó a que la Antorcha Humana fuera capturado y juzgado por la destrucción de propiedades del Imperio Kree con Ronan el Acusador como juez.
- Sentry-459 aparece en el episodio de The Avengers: Earth's Mightiest Heroes, "459". Llegó a la Tierra después de ser enviado por el Imperio Kree, donde estaba equipado con una Nega-Bomb y se le asignó la tarea de evaluar las especies nativas del planeta. Para proteger a la humanidad, el Capitán Kree Mar-Vell disfrazado del Dr. Phillip Lawson intentó ocultar el planeta de la vista de su gente, pero fracasó cuando Sentry destruyó el dispositivo. Posteriormente, su determinación de que los habitantes sobrehumanos eran una amenaza para sus creadores llevó a la activación de la Nega-Bomb. Sólo a través del Capitán Mar-Vell derrotaron al autómata robótico y detonaron su carga explosiva en órbita. En la "Operación: Tormenta Galáctica", un Sentry más pequeño había abordado un transbordador de S.W.O.R.D. durante el intento del Imperio Kree de destruir el planeta donde atacó a la Pantera Negra, quien logró destruirlo con la tripulación humana de la nave. En "Live Kree or Die", se vieron varios centinelas en la superficie del mundo natal de los Kree, Hala. Cuando los Vengadores intentaron enfrentarse a la Inteligencia Suprema, Thor se quedó atrás para luchar contra el ejército alienígena, donde convocó un rayo para destruir varios Sentries antes de unirse a sus camaradas para acercarse a la inteligencia alienígena que gobierna el imperio.
- Los Kree Sentries aparecen en el episodio de Avengers Assemble, "Captain Marvel", usados por los soldados Kree liderados por Galen-Kor en su plan para capturar a los Inhumanos recién emergidos y una misión adicional para capturar a la Capitana Marvel.

### Videojuegos
- Un Kree Sentry aparece como un personaje de asistencia en el juego de arcade 1995, Avengers in Galactic Storm.
- Los Kree Sentries son enemigos en Marvel: Avengers Alliance Tactics.
- Un Kree Sentry aparece en Marvel: Avengers Alliance.[14]
- Sentry-459 aparece en Lego Marvel Super Heroes 2.[15] Sirve como una línea de defensa donde Black Bolt y Medusa luchan para entrar en el Palacio Real de Attilan durante la lealtad de Maximus con Kree para derribar a Kang el Conquistador. Black Bolt y Medusa lograron derrotar a Sentry-459. En una misión adicional narrada por Gwenpool, Morgan le Fay convoca a Sentry-459 para ayudarla a derrotar al Rey Arturo y Merlín en el sótano del Castillo Garret. Sentry-459 es derrotado por el Rey Arturo y Merlín.[16]
- Un Kree Sentry aparece en el final del modo Campaña del videojuego Marvel's Avengers.[17] El villano de este modo, M.O.D.O.K., al ser casi derrotado por Thor, invoca al Kree Sentry que surge desde lo profundo del océano. Por su apariencia sucia, aparentemente estuvo latente bajo las aguas durante muchos años. El Kree Sentry - con M.O.D.O.K.. dentro de él - pelea con Ms. Marvel (Kamala Khan). Ella vence, y el Kree Sentry cae al agua. M.O.D.O.K.. cae del Kree Sentry a las profundidades del océano, y en las escenas poscréditos puede verse un artefacto surgir del cuello del Kree Sentry disparado hacia el espacio. Algunas teorías hablan de que el artefacto es una gema del infinito. Otras que es una señal de llamada a la raza Kree, lo que podría dar comienzo a las Secret Invasion, y a la llegada al videojuego de Carol Danvers.